# Bhir Mound
El Bhir Mound (en urdu: بھڑ ماونڈ‎) es un yacimiento arqueológico situado en Taxila, en la provincia Punjab de Pakistán. Contiene algunas de las ruinas más antiguas de la antigua Taxila, datadas en torno al periodo 800-525 a. C., ya que sus primeras capas presentan cerámica roja bruñida «estriada». Bhir Mound, junto con otras excavaciones cercanas, forma parte de las ruinas de Taxila, inscritas como Patrimonio de la Humanidad de la UNESCO en 1980.

## Contexto
Los restos arqueológicos de Bhir Mound representan una etapa de la ciudad histórica de Taxila. La primera ciudad de Taxila estaba situada en el montículo de Hathial, en la esquina suroeste del yacimiento de Sirkap. Duró desde finales del segundo milenio a. C. hasta el período aqueménida, y los restos del período aqueménida se encuentran en su montículo B. El yacimiento de Bhir Mound representa la segunda ciudad de Taxila, que comenzó en el periodo preaqueménida y duró hasta principios del periodo del  Reino Indogriego. La ocupación más temprana en Bhir Mound comenzó en torno a 800-525 a. C., y lo que ahora parece ser la segunda fase podría datar de finales del siglo VI y el s. V, como sugirió originalmente Marshall.

## Excavaciones
Las ruinas de Bhir Mound fueron excavadas entre 1913 y 1925 por Sir John Marshall. Los trabajos fueron continuados por Sir Mortimer Wheeler en 1944-1945 y por el Dr. Mohammad Sharif en 1966-1967. Bahadur Khan realizó nuevas excavaciones en 1998-2000 y el Dr. Ashraf y Mahmud-al-Hassan en 2002.
Marshall llegó al proyecto Bhir Mound procedente de trabajos anteriores en Atenas, con grandes expectativas de encontrar una ciudad griega en Taxila. Klaus Karttunen afirma que más tarde se volvió más objetivo, pero los estudiosos mencionan diversos problemas con sus resultados. En su informe, Marshall propuso que la ciudad de Bhir Mound de Taxila fue fundada por Darío I como capital de la satrapía aqueménida de India. El académico David Fleming afirma que la identificación se basaba en «fuentes clásicas y un sesgo francamente prooccidental». Las excavaciones se llevaron a cabo sin tener demasiado en cuenta el registro estratigráfico, y los hallazgos de cerámica se publicaron de tal manera que impidieron un análisis detallado.
Los resultados de las excavaciones de Mortimer Wheeler nunca se publicaron. Las excavaciones posteriores de Mohammad Sharif fueron más cuidadosas en cuanto a consideraciones cronológicas, y constituyen la base de las evaluaciones modernas.

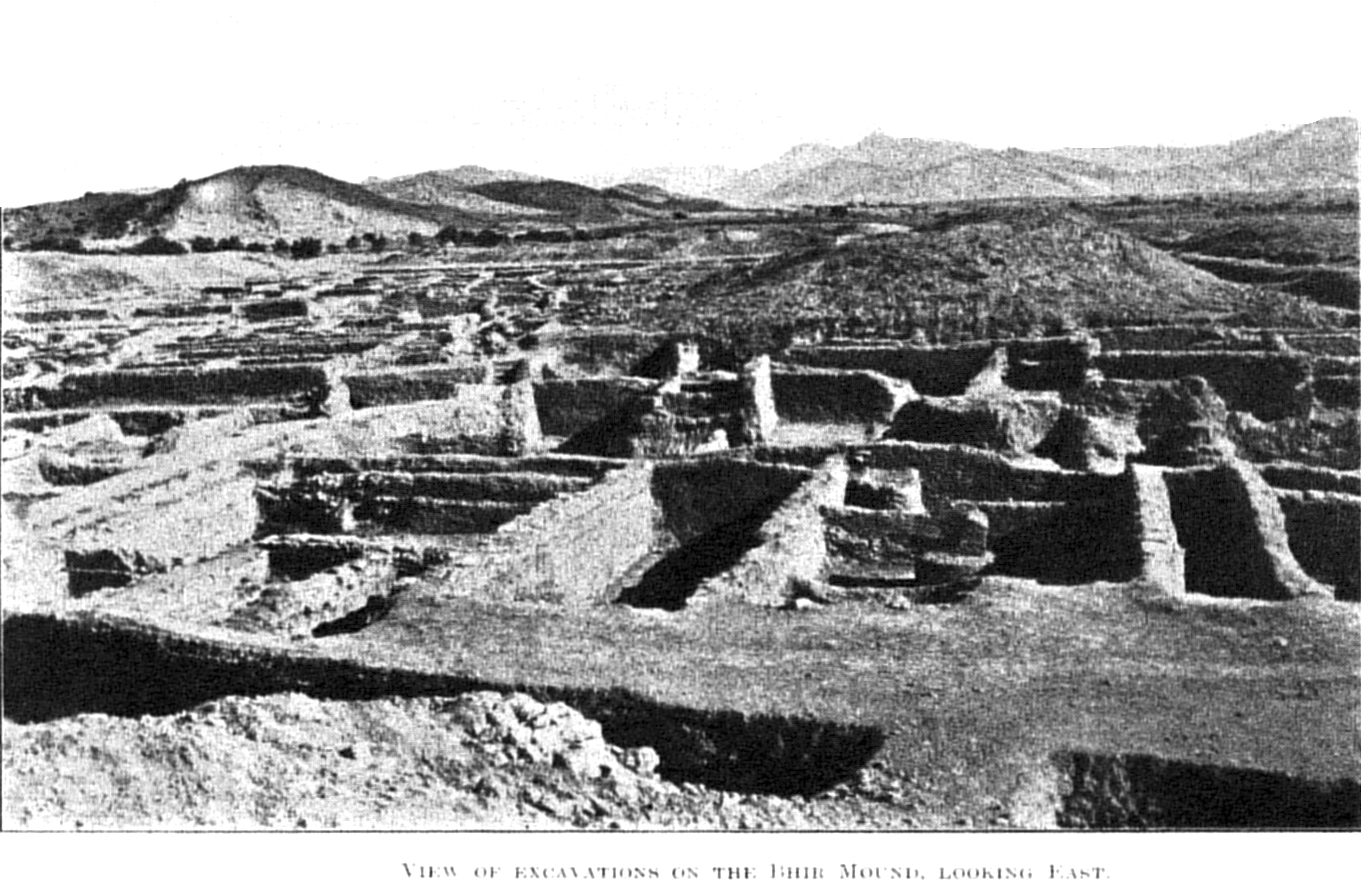
Excavaciones de Bhir Mound en 1924-1925.
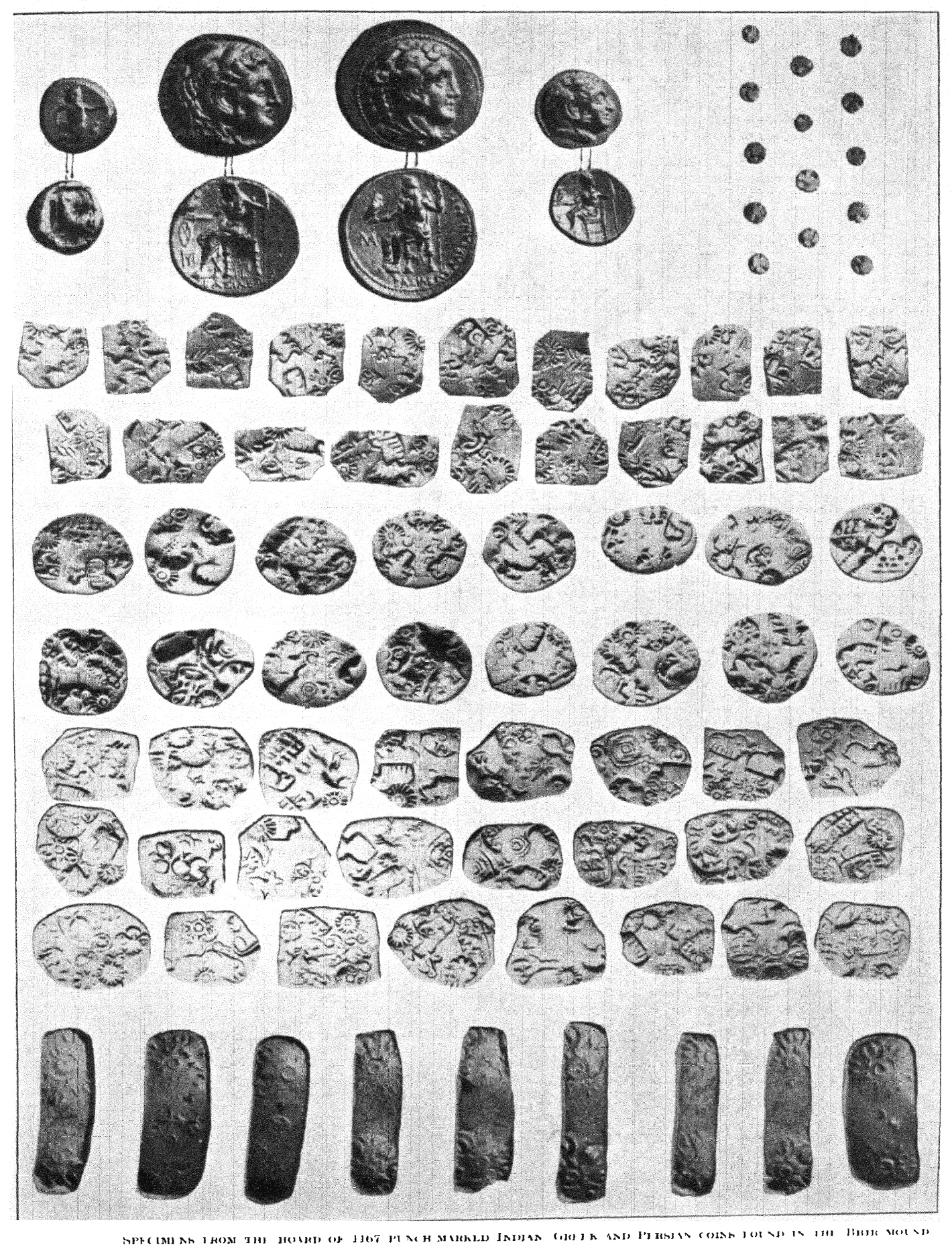
Muestra de monedas de Bhir Mound, con monedas aqueménidas, griegas e indias.

## Ruinas
Las ruinas de la ciudad forman una figura irregular que mide alrededor de 1 km de norte a sur y unos 600 metros de este a oeste.
Las calles de la ciudad muestran que eran estrechas y los planos de las casas muy irregulares. Hay pocos indicios de planificación: la mayoría de las calles son muy desordenadas. Las casas no tenían ventanas al exterior. Se abrían a patios interiores. El patio estaba abierto y a su alrededor se disponían entre 15 y 20 habitaciones.

## Historia
John Marshall afirmó, basándose en sus excavaciones durante 1913-1934, que la mampostería pesada de los edificios aqueménidas formaba el estrato más antiguo del yacimiento de Bhir. Cree que Taxila formaba parte de la 20.ª satrapía de Darío I (llamada Hinduš por los persas o Indos por los griegos). Esta afirmación fue considerada dudosa por varios estudiosos.«En su análisis del material arqueológico había poco que apoyara tal identificación, y las evidencias elamitas no estaban a su disposición», y queda invalidada por la datación actual del yacimiento de Bhir Mound  anterior al 525 a. C., tal y como sugiere Cameron Petrie. Otros estudiosos dudan de que Taxila perteneciera alguna vez al Imperio aqueménida.«Con cierta ligereza geográfica, muchos han supuesto que, como importante centro primitivo, Taxila debió de ser la capital de los dominios indios del imperio. Sin embargo, Taxila no pertenecía a Gandhara propiamente dicha, que tenía una ubicación más occidental, y en otro lugar he tratado de mostrar cómo es muy posible que Taxila nunca perteneciera al imperio».
En el año 326 a. C., Alejandro Magno conquistó la zona. El rajá Taxiles agasajó al rey griego; este se rindió a Alejandro y le ofreció una fuerza de soldados montados en elefantes. En el año 316 a. C., Chandragupta Maurya de Magadha, fundador de la dinastía Maurya, conquistó la región de Punyab. Taxila perdió su independencia y se convirtió en una mera capital de provincia. Aun así, la ciudad siguió siendo muy importante como centro de administración, educación y comercio. Durante el reinado del nieto de Chandragupta, Aśoka, el budismo cobró importancia y los primeros monjes se establecieron en Taxila. Se dice que Aśoka residió aquí como virrey de su padre. En 184 a. C., los griegos, que habían mantenido un reino en Bactriana, invadieron de nuevo Gandhara y Punyab. A partir de entonces, un rey griego residió en Taxila, Demetrio I de Bactriana.

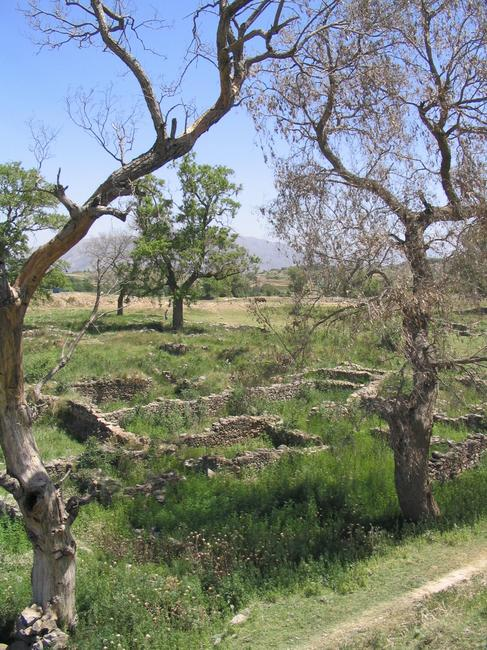
Bhir Mound con árboles.
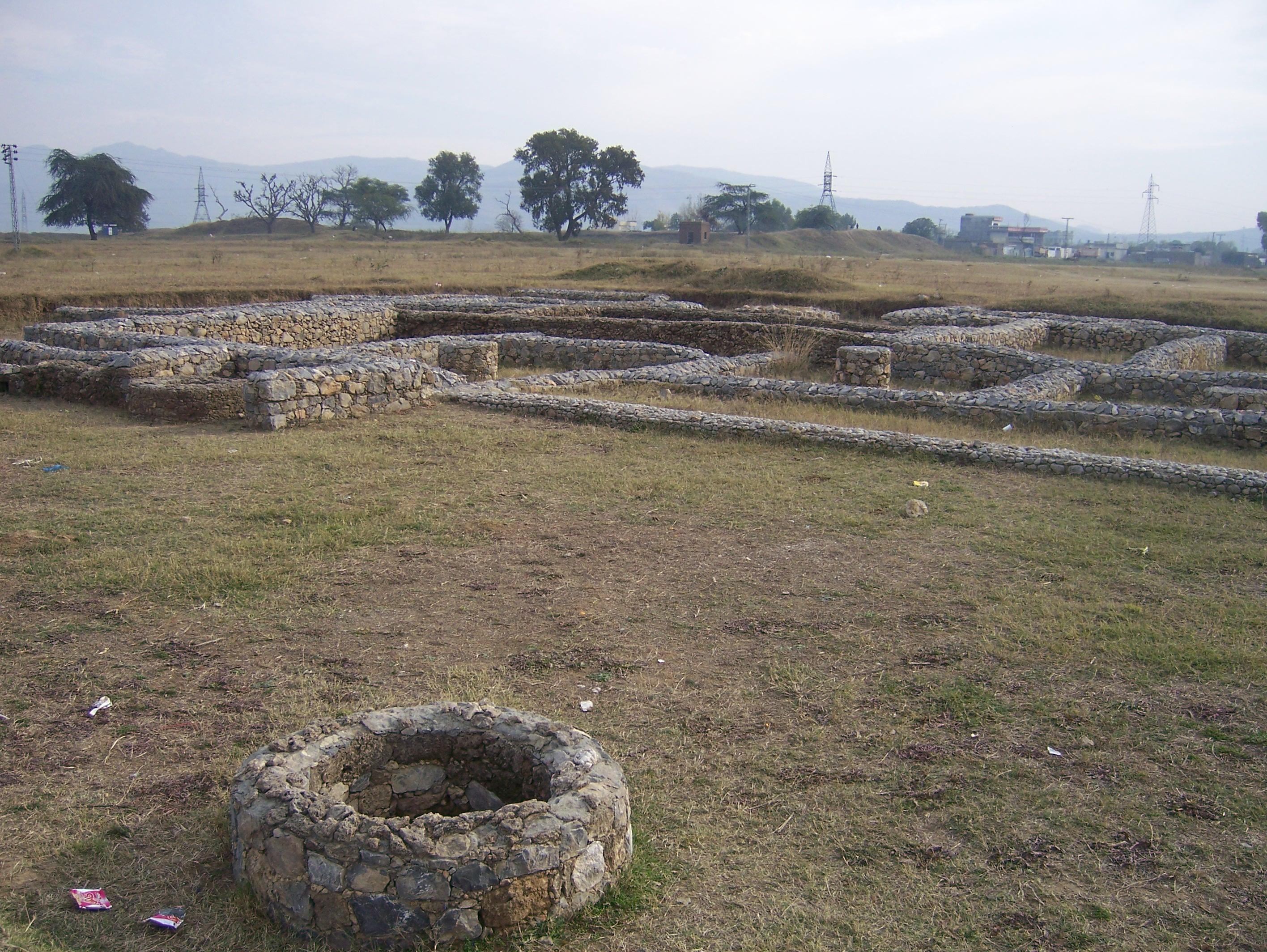
Ruinas de Bhir Mound.
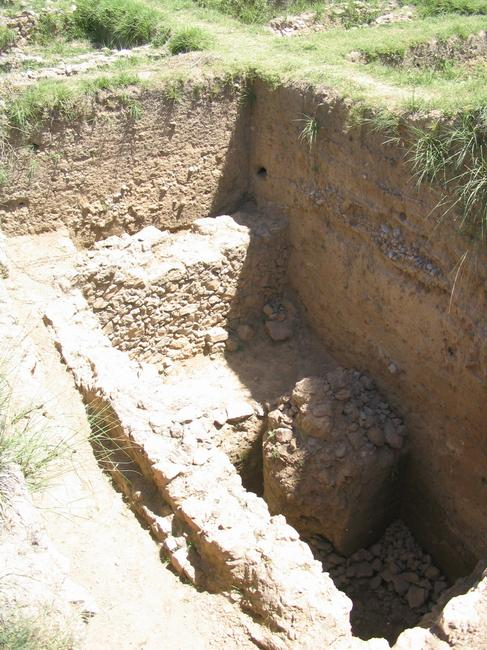
Excavaciones de Bhir Mound.
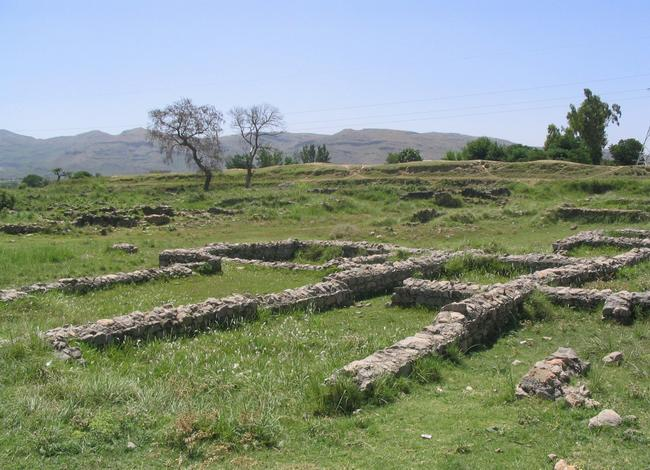
Vista general de Bhir Mound.
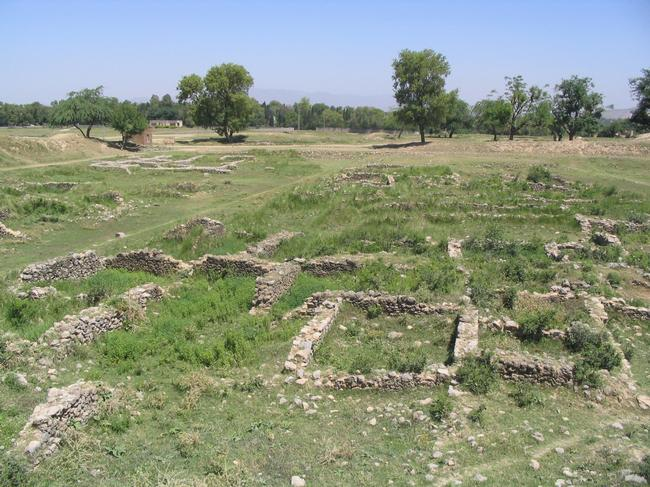
Casas en el centro y calle principal a la izquierda.
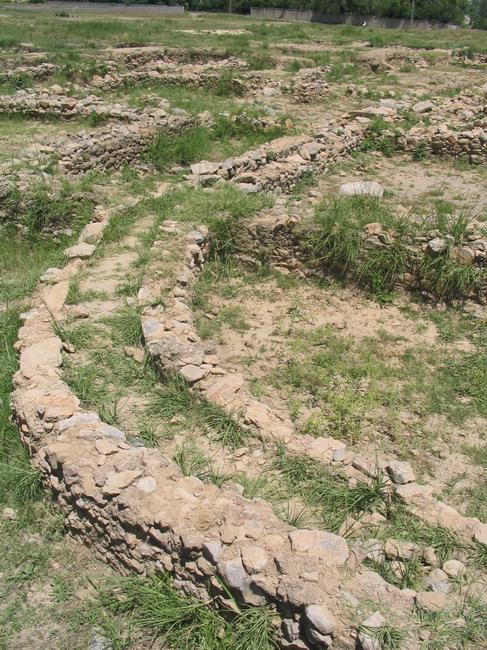
Canalizaciones de agua.

## Tesoro d monedas del periodo aqueménida

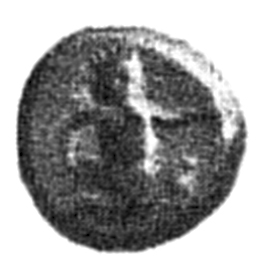
Siclos aqueménidas hallados en Bhir Mound, tipo rey arquero, hacia el siglo V a. C.
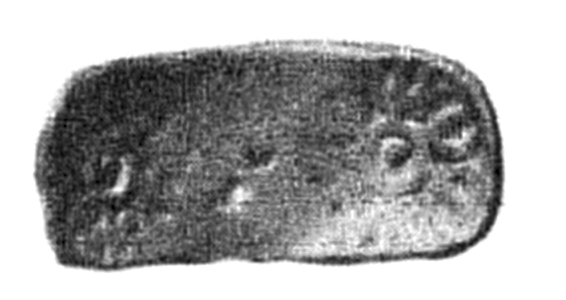
Barra «corta doblada». Estas monedas se acuñaron bajo la administración aqueménida y se encontraron en grandes cantidades en el tesoro de Kabul y en el de Bhir Mound.

El tesoro de monedas de Bhir  Mound ha revelado numerosas monedas aqueménidas, así como varias monedas griegas de los siglos V y siglo IV a. C. que circularon en la zona, al menos hasta el río Indo, durante el reinado de los aqueménidas, que controlaban zonas tan lejanas como Gandhara (satrapía)|Gandhara]]. Muchas de estas monedas son similares a las monedas locales acuñadas en Kabul, y encontradas en el tesoro de Kabul.</ref>
Los numismáticos modernos tienden a considerar que estas monedas gandharianas marcadas con «punzón de barra doblada» son las precursoras de las monedas indias marcadas con punzón.Bopearachchi, 2000, p. 311
También se encontraron monedas de Filipo III y Alejandro Magno en Bhir Mound.<ref>Carradice, Ian (1987). Coinage and administration in the Athenian and Persian empires: the Ninth Oxford Symposium on Coinage and Monetary History (en inglés). B.A.R. p. 88. ISBN 9780860544425.
También se hallaron muchas monedas indias marcadas con punzón.